# 1867
1867 (MDCCCLXVII) fue un año común comenzado en martes según el calendario gregoriano.

## Acontecimientos

### Enero
- 1 de enero: Alfred Nobel obtiene por primera vez dinamita de forma industrial.

### Febrero
- 3 de febrero: en México, Gabino Barreda (bajo orden del presidente electo Benito Juárez) crea la Escuela Nacional Preparatoria.
- 13 de febrero: en España, el rey prohíbe las «recomendaciones» en la tramitación de asuntos propios de la administración del Estado.

### Marzo
- 1 de marzo: el estado de Nebraska pasa a formar parte de la Unión estadounidense.
- 11 de marzo: en París (Francia) se estrena la ópera Don Carlos de Giuseppe Verdi.
- 30 de marzo: el emperador de Rusia decide venderle a Estados Unidos el improductivo territorio de Alaska por 7.2 millones de dólares.
- En marzo, en Paraguay aparecen los primeros brotes de cólera ―en el marco de la «guerra sucia» de Argentina, Brasil y Uruguay contra Paraguay―, que matan por lo menos a 4000 soldados brasileños.[1]

### Abril
- 1 de abril: en París (Francia) se inaugura la Exposición Universal de Industrias y Bellas Artes, con la que Napoleón III pretende realzar su Imperio.
- 2 de abril: en México, durante la Segunda Intervención Francesa en México, el general Porfirio Díaz derrota a las tropas francesas en la tercera batalla de Puebla, siendo la penúltima batalla formal entre el ejército francés ―que protegía a Maximiliano de Habsburgo― y las tropas liberales mexicanas.[2]
- 24 de abril: en el estado de Kansas se registra un terremoto de 5,1.
- 25 de abril: en Colombia se funda la aldea de Leticia.
- En abril, en la ciudad de Corrientes (noreste de Argentina) aparecen los primeros brotes de cólera que provienen de la «guerra sucia» contra Paraguay; pocos meses después se desatará la epidemia de cólera en Buenos Aires.[1]

### Junio
- 8 de junio: en Hungría, Francisco José I y Sissi son coronados reyes. Las medidas que adoptarán durante su mandato desembocarán en la Primera Guerra Mundial (1914-1918).
- 10 de junio: en la isla indonesia de Java se registra un terremoto de 7,8 que deja 700 muertos.
- 15 de junio: en México, el general Manuel Cepeda Peraza recupera para los republicanos juaristas la ciudad de Mérida, Yucatán, que había sido ocupada por los imperialistas durante la intervención francesa en México.
- 17 de junio: en Glasgow, el cirujano Joseph Lister realiza la primera intervención quirúrgica bajo condiciones de asepsia.
- 19 de junio: en México, es fusilado Maximiliano I de México (hermano de Francisco José I de Austria) en la ciudad de Santiago de Querétaro, junto a sus generales Miguel Miramón y Tomás Mejía.[3]
- 20 de junio: en Estados Unidos, el presidente Andrew Johnson formaliza la compra del territorio de Alaska al Imperio ruso.
- 28 de junio: Austria y Hungría firman el Compromiso Austrohúngaro, por el que el Imperio austríaco se convierte en una monarquía dual.

### Julio
- 1 de julio: en Canadá se forma la Confederación Canadiense (dependiente de la Corona británica). John A. Macdonald ocupa el cargo de primer ministro.
- 15 de julio: en México, al terminar la guerra contra los invasores franceses, Benito Juárez asume la presidencia por tercera ocasión.[4]

### Septiembre
- 22 de septiembre: en Bogotá (Colombia) se funda la Universidad Nacional de Colombia.

### Noviembre
- 7 de noviembre: nace María Salomea Sktodowscka.
- 15 de noviembre: en Rosario (Argentina), se edita el primer número del Diario La Capital, el más antiguo del país.
- 18 de noviembre: Un terremoto de 7,5 y un tsunami dejan cientos de muertos en el archipiélago de las Antillas Menores.

### Diciembre
- 18 de diciembre: en Keelung (Taiwán) se registra un fuerte terremoto de 7,0 que provoca un tsunami dejando 580 muertos y más de 100 heridos.

### Fechas desconocidas
- En Medicine Lodge (Estados Unidos), el Gobierno federal y algunas tribus comanches y kiowa firman la paz.

## Arte y literatura
- Karl Marx publica el capital
- 8 de junio: Jorge Isaacs publica María.
- Ibsen publica Peer Gynt.
- Édouard Manet pinta "La ejecución del emperador Maximiliano"

## Música
- 11 de marzo: en la Ópera de París se estrena Don Carlo, de Giuseppe Verdi.

## Deportes
- 27 de marzo: en la ciudad de Rosario (Argentina) se funda el Club Atlético del Rosario.
- 20 de junio: en Argentina se juega el primer encuentro de fútbol.

## Ciencia y tecnología
- 14 de septiembre: en Hamburgo (Alemania), se publica el primer tomo de El capital. Crítica a la economía política, de Karl Marx.
- Alfred Nobel inventa la nitroglicerina.
- Se publica póstumamente el teorema de la divergencia (1835) de Carl Friedrich Gauss, que describe al campo eléctrico en forma diferencial.
- En Argentina, Burmeister describe por primera vez el rorcual aliblanco antártico (Balaenoptera bonaerensis).
- El odontólogo G. A. Bowman describe la técnica de uso de gutapercha como material empleado de forma única como obturación de conductos en un tratamiento de endodoncia.
- El odontólogo Magitot describe el empleo de la corriente eléctrica como prueba clínica de vitalidad en la pulpa dental humana.

## Nacimientos

### Enero

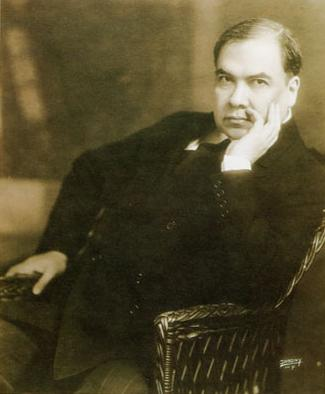
Carlos Prieto Jacqué

- 2 de enero: Isidoro Acevedo, político español (f. 1952).
- 6 de enero: Baldomero Lillo, escritor chileno (f. 1923).
- 8 de enero: Emily Greene Balch, escritora y pacifista estadounidense, premio nobel de la paz en 1946 (f. 1961).
- 13 de enero: Jay Hambidge, artista y matemático estadounidense, nacido en Canadá. Creador de la "simetría dinámica" (f. 1924).
- 29 de enero: Vicente Blasco Ibáñez, escritor español (f. 1928).
- 18 de enero: Rubén Darío, poeta nicaragüense (f. 1916).

### Febrero
- 3 de febrero:  Mutsuhito  emperador de Japón (f.  1912 ).

- 7 de febrero: Laura Elizabeth Ingalls Wilder escritora estadounidense (f. 1957).

### Marzo
- 25 de marzo: Arturo Toscanini, director de orquesta y violinista italiano (f. 1957).

### Abril
- 9 de abril: Chris Watson, político chileno-australiano (f. 1941).
- 16 de abril: Wilbur Wright, aviador pionero estadounidense (f. 1912).
- 17 de abril: María Guerrero, actriz española (f. 1928).
- 21 de abril: José Vicente Concha, político colombiano presidente de Colombia entre 1914 y 1918 (f. 1929).
- 23 de abril: Johannes Fibiger, médico danés, premio nobel de medicina en 1926 (f. 1928).
- 29 de abril: Émile Dubois, criminal francés (f. 1907).

### Mayo
- 1 de mayo: Ángel Ayala, clérigo jesuita, pedagogo y propagandista católico español (f. 1960).
- 7 de mayo: Władysław Reymont, novelista polaco, premio nobel de literatura en 1924 (f. 1925).
- 14 de mayo: Taliaferro Clark, médico estadounidense, creador del experimento Tuskegee (f. 1948).
- 14 de mayo: Kurt Eisner, periodista y político alemán (f. 1919).
- 26 de mayo: María de Teck, aristócrata británica (f. 1953).
- 29 de mayo: Adolfo Caminha, escritor brasileño (f. 1897).

### Junio
- 4 de junio: 
  - Carl Gustaf Mannerheim, militar finlandés, presidente entre 1944 y 1946 (f. 1951).
  - Marie Kroyer, pintora danesa (f. 1940).
  - Arsenio López Decoud, periodista y político paraguayo  (f. 1945).
- 8 de junio: Frank Lloyd Wright, arquitecto estadounidense (f. 1959).
- 28 de junio: Luigi Pirandello, escritor italiano, premio nobel de literatura en 1934 (f. 1936).

### Julio
- 5 de julio: Miguel Abadía Méndez, político colombiano, presidente entre 1926 y 1930 (f. 1947).
- 24 de julio: Consuelo Álvarez Pool, Violeta, telegrafista, periodista, escritora, traductora española (f. 1959).
- 24 de julio: Vicente Acosta, poeta, docente y político salvadoreño (f. 1908).
- 27 de julio: Enrique Granados, compositor español (f. 1916).
- 28 de julio: Charles D. Perrine, astrónomo estadounidense radicado en Argentina (f. 1951).

### Agosto
- 7 de agosto: Emil Nolde, pintor expresionista alemán (f. 1956).
- 14 de agosto: John Galsworthy, novelista y dramaturgo británico, premio nobel de literatura en 1932 (f. 1933).
- 28 de agosto: Umberto Giordano, compositor italiano (f. 1948).

### Septiembre
- 12 de septiembre: Carlos Eugenio Restrepo, político colombiano presidente de Colombia entre 1910 y 1914 (f. 1937).
- 29 de septiembre: Irene Alba, actriz española (f. 1930).

### Octubre
- 3 de octubre: Pierre Bonnard, paisajista, pintor, ilustrador y litógrafo francés (f. 1947).
- 17 de octubre: Josep Puig i Cadafalch, arquitecto español (f. 1956).

### Noviembre

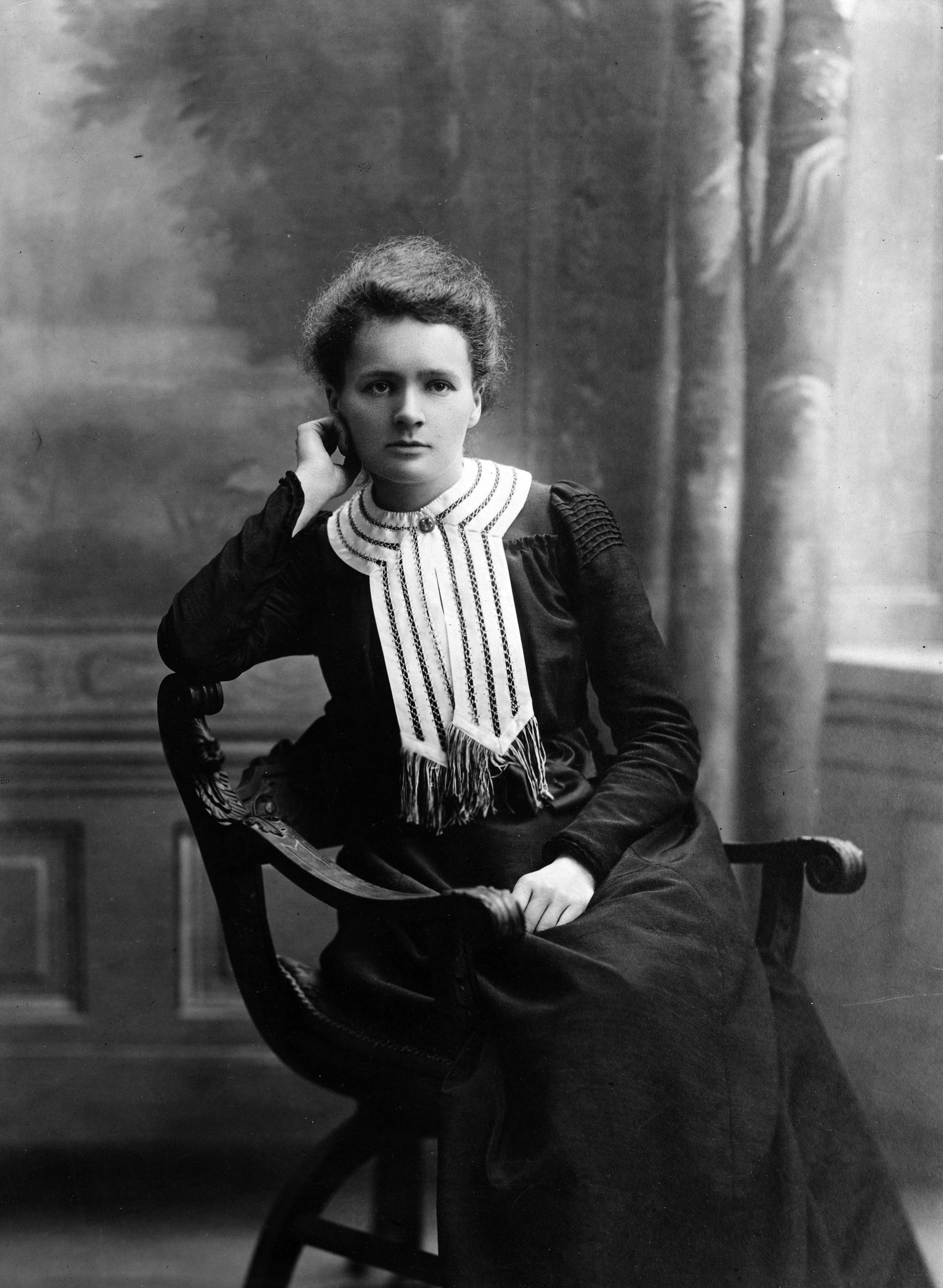
La científica polaca Marie Curie nace el 7 de noviembre.

- 7 de noviembre: Marie Curie, química y física polaca, premio nobel de física en 1903 y de química en 1911 (f. 1934).
- 20 de noviembre: Vicente Ripollés, maestro de capilla y compositor español (f. 1943)

### Diciembre
- 10 de diciembre: Carmen de Burgos, escritora y periodista española (f. 1932).
- 13 de diciembre: Kristian Birkeland, físico e inventor noruego (f. 1917).
- 26 de diciembre: Julien Benda, escritor y filósofo francés (f. 1956).

### Fechas desconocidas
- Archibald Stirling, militar escocés y exmiembro del Parlamento Británico (f. 1931)

## Fallecimientos

### Enero
- 13 de enero: Victor Cousin, filósofo francés (n. 1792).
- 14 de enero: Jean Auguste Dominique Ingres, pintor francés (n. 1780).

### Febrero
- 7 de febrero: José Eduvigis Díaz, general paraguayo (n. 1833).
- 15 de febrero: Serafín Estébanez Calderón, escritor español (n. 1799).
- 17 de febrero: Alexander Dallas Bache, científico estadounidense (n. 1806).

### Marzo
- 31 de marzo: Benjamin B. Wiffen, poeta e hispanista británico.

### Mayo
- 30 de mayo: Ramón Castilla, militar y presidente peruano (n. 1797).

### Junio
- 19 de junio: Maximiliano I de México, emperador mexicano, fusilado.

### Agosto
- 21 de agosto: Juan N. Álvarez, militar mexicano (n. 1790).
- 25 de agosto: Michael Faraday, químico y físico británico (n. 1791).
- 31 de agosto: Charles Baudelaire, escritor francés (n. 1821).

### Noviembre
- 5 de noviembre: Leopoldo O'Donnell, militar y político español (n. 1809).

### Diciembre
- 6 de diciembre: Pierre Flourens, fisiólogo francés contrario a las teorías localizacionistas sobre el cerebro (n. 1794).
- 6 de diciembre: Giovanni Pacini, compositor italiano (n. 1796)
- 13 de diciembre: Tōdō Heisuke, militar japonés, capitán del Shinsengumi (n. 1844).